# Climat des Yvelines
Le climat des Yvelines est un climat humide orageux en été avec des hivers modérés. C'est un climat de type tempéré océanique, légèrement altéré par des apparitions sporadiques d'influences continentales. En particulier, les hauteurs de précipitations de fin de printemps et de l'été sont rehaussées par des orages plus fréquents qu'en climat océanique franc.
La température moyenne annuelle est de 10,7 °C.
La moyenne des précipitations annuelles est de 695 millimètres
| Mois                              | jan. | fév. | mars | avril | mai  | juin | jui. | août | sep. | oct. | nov. | déc. | année |
| --------------------------------- | ---- | ---- | ---- | ----- | ---- | ---- | ---- | ---- | ---- | ---- | ---- | ---- | ----- |
| Température minimale moyenne (°C) | 0,7  | 1    | 2,8  | 4,8   | 8,3  | 11,1 | 13   | 12,8 | 10,4 | 7,2  | 3,5  | 1,7  | 6,4   |
| Température maximale moyenne (°C) | 6,1  | 7,6  | 11,4 | 14,6  | 18,6 | 21,8 | 24,5 | 24,2 | 20,8 | 15,8 | 9,9  | 6,8  | 15,2  |
| Précipitations (mm)               | 47,6 | 42,5 | 44,4 | 45,6  | 53,7 | 52   | 52,2 | 48,5 | 55,6 | 51,6 | 54,1 | 51,5 | 599,3 |